# 普拉 (阿尔代什省)
普拉（法語：Plats，法語發音：[pla] ⓘ）是法国阿尔代什省的一个市镇，属于罗讷河畔图尔农区。

## 地理
普拉（45°0'36"N, 4°46'56"E）面积16.25 平方千米，位于法国奥弗涅-罗讷-阿尔卑斯大区阿尔代什省，该省份为法国东南部内陆省份，北起顺时针与卢瓦尔省、伊泽尔省、德龙省、沃克吕兹省、加尔省、洛泽尔省和上盧瓦爾省接壤。
与普拉接壤的市镇（或旧市镇、城区）包括：新科隆比耶、格兰、莫沃、圣巴泰勒米勒普兰、圣罗曼德莱尔、圣西尔韦斯特、罗讷河畔图尔农。

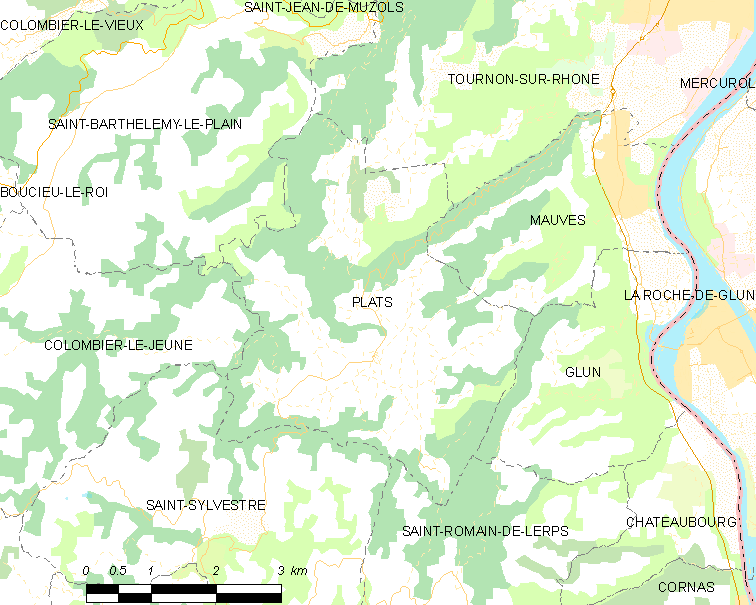
的OSM定位图

普拉的时区为UTC+01:00、UTC+02:00（夏令时）。

## 行政
普拉的邮政编码为07300，INSEE市镇编码为07177。

## 政治
普拉所属的省级选区为罗讷河畔图尔农县。

## 人口

1962-2008年间人口变化图示

普拉于2022年1月1日时的人口数量为836人。